# Veleposlanstvo
Veleposlanstvo ili ambasada (franc. ambassade, engl. embassy, španj. embajada, port. embaixada, njem. Botschaft), diplomatsko predstavništvo najvišeg ranga zemlje šiljateljice u zemlji primateljici. Također pojam označava zgradu tog predstavništva. Veleposlanstvo se u pravilu otvara u glavnom gradu zemlje primateljice, a mogu se na temelju posebnog prethodnog odobrenja zemlje primateljice, pojedini odjeli kao sastavni dijelovi veleposlanstva, otvoriti i u nekom drugom gradu.

## Predradnje za otvaranje veleposlanstva
Nakon uspostave diplomatskih odnosa i dogovora o otvaranju veleposlanstva ili poslanstva, uobičajno je da država imenovanja uputi, u glavni grad države primateljice, diplomatskog djelatnika niže razine koji će obaviti sve pripreme (prostor za ured, za stanovanje i dr.) te otvoriti veleposlanstvo i organizirati dolazak veleposlanika. Tom djelatniku ministar vanjskih poslova države šiljateljice daje "uvodno pismo" (fran. letre d'introduction) adresirano na ministra vanjskih poslova države primateljice u kojemu navodi svrhu akreditacije diplomatskog djelatnika. Do dolaska veleposlanika taj djelatnik obavlja dužnost privremenog otpravnika poslova (fran. charge d'affaires ad interim).
Nakon što je navedeni djelatnik dovršio povjerene mu poslove, obavješćuje svoje ministarstvo vanjskih poslova koje mu zatim javlja prijevozno sredstvo i točno vrijeme dolaska veleposlanika u glavni grad države primateljice. Otpravnik poslova o tome notom obavješćuje ministarstvo vanjskih poslova države primateljice.
Novodošlog veleposlanika dočekuje predstavnik protokola, a sve do predaje vjerodajnice drži se da je on u zemlji inkognito.

## Povezani članici
- Diplomatska misija

## Vanjske poveznice

### Ostali projekti
|  | Zajednički poslužitelj ima još gradiva o temi Veleposlanstva |
|  | Wječnik ima rječničku natuknicu veleposlanstvo               |